# Cimetière national de Fort Sill
Le cimetière national de Fort Sill est un cimetière national des États-Unis situé dans la ville d'Elgin dans le comté de Comanche, en Oklahoma. Administré par le département des États-Unis des affaires des anciens combattants, il s'étend sur 391,3 acres (158,4 ha), et en 2014 contenait plus de 4 000 inhumations.

## Histoire
Fort Sill est créé en 1869, dans ce qui est alors le territoire Indien, par le major général Philip H. Sheridan, et nommé en l'honneur du brigadier général Joshua W. Sill, qui est mort lors de la bataille de Stones Rivier. La région autour du fort Sill sert en tant que réserve pour les groupes amérindiens déplacés. Le chef Apache Geronimo vit les derniers jours de sa vie, et meurt au fort Sill, comme le chef Kiowa Kicking Bird.
Le cimetière national de Fort Sill est consacré le 2 novembre 2001, il est le deuxième cimetière national construit dans l'État de l'Oklahoma. La première étape du développement du cimetière est achevée en 2003. Il s'agit d'une extension de la petite zone funéraire d'origine de Fort Sill.